# Margot (Schokoriegel)
Margot ist ein tschechischer Schokoriegel, gefüllt mit einer Sojamasse mit Kokos-Rum-Geschmack. Hersteller ist das Unternehmen Orion, das seit 1992 zum Konzern Nestlé gehört. Zusammen mit Kofila und Ledové Kaštany gehört Margot zu den drei beliebtesten Schokoriegeln von Nestlé in der Tschechischen Republik und in der Slowakei.
Die Süßware wurde nach dem Zweiten Weltkrieg in den 1940er Jahren in der Tschechoslowakei eingeführt. 1960 veränderte Orion die Rezeptur und Art der Herstellung. Eine Veränderung des Verpackungsdesigns erfolgte 1980, als die schlichte grüne Verpackung der blauen mit Sonne und Palmen wich. Margot mini kam 2009 auf den Markt.

## Varianten
Varianten mit Jahreszahl waren nur befristet im Sortiment.
- Original
- Weiß
- Mini
- Rosinen
- Artemis
- Orangenschale
- Plus (größerer Riegel des Originals)
- Marille (2007)
- Sauerkirsche (2008)
- Apfel-Zimt (2009)
- Ananas (2012)
- Mango (2013)
- Banane (2017)
- Lebkuchen (2017)